# Nereis ghardaqae
Nereis ghardaqae är en ringmaskart som beskrevs av Hartmann-Schröder 1960. Nereis ghardaqae ingår i släktet Nereis och familjen Nereididae. Inga underarter finns listade i Catalogue of Life.